# Serie A2 1993-1994 (pallavolo femminile)
La Serie A2 femminile FIPAV 1993-94 fu la 17ª edizione della manifestazione organizzata dalla FIPAV.

## Squadre partecipanti
| - Aquila Azzurra Trani - Aster Roma - Barausse Vicenza - Barialto Bari | - Ceramiche Derby Spezzano Fiorano - Florens Castellana Grotte - Foppapedretti Bergamo - Gipsy San Lazzaro di Savena | - Mangiatorella Messina - Nausicaa Reggio Calabria - Oranfrizer Sesto Fiorentino - Preca Brummel Cislago | - Rio Casamia Palermo - Sabelli Conad Fano - Seac Banche Firenze - Tra.De.Co. Altamura |

## Classifica
| Pos. | Squadra                          | Pt | G  | V  | P  | SV | SP |
| ---- | -------------------------------- | -- | -- | -- | -- | -- | -- |
| 1.   | Foppapedretti Bergamo            | 52 | 30 | 26 | 4  |    |    |
| 2.   | Aquila Azzurra Trani             | 46 | 30 | 23 | 7  |    |    |
| 3.   | Tra.De.Co. Altamura              | 40 | 30 | 20 | 10 |    |    |
| 4.   | Barialto Bari                    | 36 | 30 | 18 | 12 |    |    |
| 5.   | Mangiatorella Messina            | 34 | 30 | 17 | 13 |    |    |
| 6.   | Preca Brummel Cislago            | 30 | 30 | 15 | 15 |    |    |
| 7.   | Gipsy San Lazzaro di Savena      | 30 | 30 | 15 | 15 |    |    |
| 8.   | Aster Roma                       | 30 | 30 | 15 | 15 |    |    |
| 9.   | Barausse Vicenza                 | 30 | 30 | 15 | 15 |    |    |
| 10.  | Rio Casamia Palermo              | 28 | 30 | 14 | 16 |    |    |
| 11.  | Oranfrizer Sesto Fiorentino      | 28 | 30 | 14 | 16 |    |    |
| 12.  | Sabelli Conad Fano               | 24 | 30 | 12 | 18 |    |    |
| 13.  | Ceramiche Derby Spezzano Fiorano | 24 | 30 | 12 | 18 |    |    |
| 14.  | Florens Castellana Grotte        | 22 | 30 | 11 | 19 |    |    |
| 15.  | Seac Banche Firenze              | 22 | 30 | 11 | 19 |    |    |
| 16.  | Nausicaa Reggio Calabria         | 4  | 30 | 2  | 28 |    |    |

| Promossa in Serie A1 | Retrocesse in Serie B1 |